# I cammelli
Pour plus de détails, voir Fiche technique et Distribution.
I cammelli est une comédie italienne réalisée par Giuseppe Bertolucci et sortie en 1988.

## Synopsis
Ferruccio Ferri est un jeune homme de Carpi, passionné par les chameaux, qui réussit à gagner le quiz d'un jeu télévisé local pendant quatre semaines consécutives. Le manager Camillo tente de tirer profit de la popularité éphémère de Ferruccio : il organise pour lui et Miriam, une chanteuse farfelue et désaxée, une improbable promenade à dos de chameau à travers la vallée du Pô jusqu'à Milan, où se déroule la soirée finale, au cours de laquelle Ferruccio pourrait gagner 500 millions de lires.
Alors que Feruccio est invité par une équipe de télévision d'une chaîne nationale sur le ponton de Bereguardo, sur le fleuve Ticino, Camillo tente un coup publicitaire. Il engage une nageuse expérimentée pour qu'elle fasse semblant de se noyer, afin que Ferruccio, sous les caméras de toute l'Italie, puisse la secourir et apparaître comme un héros. Sauf que Feruccio ne sait pas nager, et la jeune fille, lassée, regagne la rive seule.
Camillo et Ferruccio se disputent et rompent le contrat qui les unissait. Ferruccio parvient seul à arriver à Milan, quelques minutes avant le début de l'émission. La dernière question du quiz, décisive pour la victoire, concerne la maladie typique du chameau somalien. Pour Ferruccio, c'est le daltonisme, mais le jury dit que c'est le strabisme : Ferruccio perd, mais fait appel.
Ferruccio rentre chez lui à Carpi en train. Il y rencontre une jeune fille, Anna Moretti. Elle tente, deux jours avant son mariage, d'abandonner son fiancé Pino et de convaincre ses parents qu'elle est amoureuse d'un autre. Ferruccio joue si bien son rôle qu'il fait fuir Pino et rend Anna amoureuse. Le train s'arrête à Carpi, où ils descendent et découvrent que l'appel de Ferruccio a été accepté : le chameau somalien est daltonien. Et Ferruccio a gagné 500 millions de lires.

## Fiche technique
- Titre original italien : I cammelli[1],[2]
- Réalisation : Giuseppe Bertolucci
- Scenario : Giuseppe Bertolucci, Vincenzo Cerami
- Photographie :	Fabio Cianchetti
- Montage : 	Nino Baragli
- Musique : Nicola Piovani
- Décors : Paolo Biagetti (it)
- Costumes : Mariolina Bono
- Société de production : Dania Film
- Pays de production : Italie
- Langue originale : Italien
- Format : Couleurs - 35 mm
- Durée : 100 minutes
- Genre : Comédie
- Dates de sortie :
  - Italie : 19 septembre 1988

## Distribution
- Paolo Rossi (it) : Ferruccio Ferri
- Diego Abatantuono : Camillo
- Giulia Boschi : Anna Moretti
- Sabina Guzzanti : Miriam
- Ennio Fantastichini : Pino
- Laura Betti : la mère d'Anna
- Giancarlo Sbragia : le père d'Anna
- Nicola De Buono
- Claudia Pozzi
- Fiorenzo Serra
- Claudio Bisio : l'homme du jardin biologique
- Luis Molteni
- Carlo Monni : chauffeur de train